# أندرو بوكانان (سياسي)
أندرو بوكانان (بالإنجليزية: Andrew Buchanan)‏ هو سياسي نيوزلندي، ولد في 1806، وتوفي في 1877.